# Reimliga Battle Arena
Die Reimliga Battle Arena (kurz: RBA) war eine deutschsprachige Online-Plattform, um Audio-Rap-Battles zu organisieren und online durchzuführen.

## Regeln
In der RBA trafen jeweils zwei Rapper in einem Battle aufeinander. Ein Battle bestand in der Regel aus drei Runden, die jeweils aus einer Hin- und Rückrunde bestanden. Die Battles wurden von einer Jury bewertet, bei der jeder Juror pro Runde einen Punkt an den besseren Rapper vergab. Die Juroren bestimmten damit über Sieg, Unentschieden und Niederlage im Battle. Alle Rapper wurden in verschiedenen Leistungsklassen in einer Tabelle geführt.
Die Jury bestand zuletzt aus aktiven Mitgliedern der Community namentlich Bc Joe, Dr. Jesus, Laundry, Nebo, Poison S, Tingeltangel Rob, Tondichter und PuebloEscobar. Auf administrativem Posten wurde die Liga durch kay, Tenda und tho betreut.

## Geschichte
Die Reimliga war zunächst ein loser Verbund des Deutschen Hip-Hop-Untergrunds von 1997. Gegründet wurde er von den aktiven Mitgliedern der Newsgroup de.alt.music.hiphop (kurz „damh“). Die Mitglieder kamen aus ganz Deutschland und waren in der Regel Jugendliche, die aus ihren Kinderzimmern heraus Rap-Musik machten. Wie in der Hip-Hop-Szene üblich, war jeder der Beste – aber "es konnte nur einen geben!" So kam innerhalb der Newsgroup der Wunsch auf, sich gegenseitig zu battlen. Schnell wurde kollaborativ ein Regelwerk erstellt.

Um die damals üblichen Datentransferraten von 56 kbit/s Modem oder 64 kbit/s ISDN und die damit verbundenen Einwahl- und Onlinekosten für den Internetzugang nicht zu überstrapazieren, wurde das MP3-Format mit kleiner Bitrate sowie einer maximale Länge von 2 Minuten pro Track gewählt. Die Dateien wurden über den eigenen FTP-Server ftp.reimliga.de ausgetauscht und in der Newsgroup de.alt.music.hiphop gepostet. Die Jury wurde aus kompetenten Mitgliedern zusammengestellt, bewertete die Tracks und vergab Punkte. Die Runden wurden nach dem Best-of-three Modus ausgetragen.
Um die RBA über die Newsgroup de.alt.music.hiphop hinaus verfügbar zu machen und auf rechtlich saubere Beine zu stellen, wurde am 24. März 2000 der eingetragene Verein Reimliga e. V. gegründet. Dieser betrieb die RBA bis zur Einstellung der Liga 2020. Ab dem Jahr 2000 wurde eine datenbankbasierte PHP-Software entwickelt, welche auf dem Linux-Server fame.reimliga.de lief. Die erste Version wurde von Thomas "tho" Richter programmiert. Das Webdesign stammte aus der Feder von Gerrit "Der LaKai" Donat. Um die Serveradministration, den NNTP Newsfeed und alles Organisatorische kümmerte sich Bülent Caliskan. Mitglieder konnten sich registrieren, Battles arrangieren und Audiodateien hochladen. Die maximale Rundenzeit von 48 Stunden wurde automatisch überwacht, Audiodateien im falschen Format wurden mittels lame encoder in das richtige Format kodiert und die Mitglieder wurden per E-Mail in Echtzeit über den aktuellen Status ihres Battles informiert. Die Jury hatte über eine eigene Seite bequemen Zugriff auf alle Battles und konnte unabhängig voneinander und vor allem von der Öffentlichkeit objektiv ihre Bewertungen abgeben. Das System hat am Ende eines Battles und nach Eingang aller Jury-Bewertungen einen Sieger ermittelt, die Beteiligten über das Ergebnis informiert und automatisch die Tabelle errechnet und aktualisiert.
Um die damals noch enormen Kosten für die Anschaffung eines eigenen Internet-Servers und die laufenden Hosting-Kosten finanzieren zu können, suchten die Betreiber nach Sponsoren. Im ersten Jahr wurde die Plattform vom mittlerweile insolventen New-Economy-Start-up "Virtual Volume" gesponsert. Die Kosten für das Serverhousing, den 100Mbit/s Internetzugang, sowie das verbrauchte Datenvolumen kosteten beim damaligen Provider "7d AG" ca. 700–1500 Deutsche Mark monatlich, Tendenz steigend.
Nach dem Untergang der New-Economy und der Insolvenz des Sponsors "Virtual Volume" nahm der Reimliga e. V. Verhandlungen mit MZEE über ein mögliches Sponsoring auf. Bei einem Besuch im MZEE-Headquarters in Köln konnte Ralf Kotthoff von Bülent Caliskan überzeugt werden, die RBA unter der Domain rba.mzee.com und Übernahme aller Kosten weiterzubetreiben. Über Details dieses Deals wurde Stillschweigen vereinbart. Nach einigen sehr erfolgreichen Jahren unter der Obhut von MZEE und immer weiter sinkenden Preisen für Webhosting beschloss der Reimliga e. V. die Reimliga Battle Arena (RBA) selber zu betreiben. Seither war die RBA unter der bekannten Adresse r-b-a.de erreichbar.
Zu Beginn der RBA gab es auch unregelmäßig stattfindende Reimliga-Treffen. In der RBA wurden seit 1998 über 80.000 Battles ausgetragen. Sie war lange Zeit die bedeutendste Plattform für deutsche Online-Rap-Battles. Spätere Rap-Battle-Plattformen und -Formate wie das Videobattleturnier beriefen sich auf die RBA als ihren Ursprung.
Der Betrieb der Online-Plattform wurde am 31. Dezember 2020 eingestellt.

## Bekannte Teilnehmer
- 4tune (als Terence Skillz)
- BattleBoi Basti (als battleboi basti)
- Boz (als BoZ, mittlerweile umbenannt in Guybrush Threepwood)
- Casper (als Monster Cody)
- Cro (als Cro, bis zu seinem Comeback 2015 LYR1C)
- EstA (als EstA)
- F.R. (als F.R.)
- Harry Quintana (als prinz harry und harry_k)
- Hollywood Hank (als Dr. Hollywood, früher faulty brain)
- JAW (als JAW)
- Juju (als juju)
- Keule von den 257ers (als Keule 257)
- K.I.Z (Tarek als Schwiegersohn, Nico als Warmer Bruder, Maxim als Stiefvater)
- Kollegah (als DERKOLLEGAH und young latino)
- Lance Butters (als Lance Butters)
- Mirko Drotschmann (als Parka)
- Mob.Inc. (E.ZY als Vanilla Ice, Brasco als Mack Jigga)
- Pillath von Snaga & Pillath (als Pillath)
- Pitvalid (als Pitvalid)
- Rec-Z (als Rec-Z)
- Scenzah (als Prince Scenzah)
- Shneezin von den 257ers (als Shneezin 257)
- Sudden (als McSudden)
- Sun Diego (als ninetyniner und capri_sonne)
- Taichi (als ich)